# آلکلو
آلکلو یکی از تاریخی‌ترین روستاهای کردنشین ایران و شهر سقز است. این روستا در منطقه ی فیض الله بیگی سقز قرار گرفته‌است که از توابع روستای سرا است.

## مشخصات عمومی
این روستا در فاصله ۱۶ کیلومتری جنوب شرقی سقز قرار گرفته‌است که جادهٔ این روستا بر روی جاده اصلی سقز - سنندج واقع است. این روستا در نزدیکی دریاچه سد شهید کاظمی سقز قرار دارد.

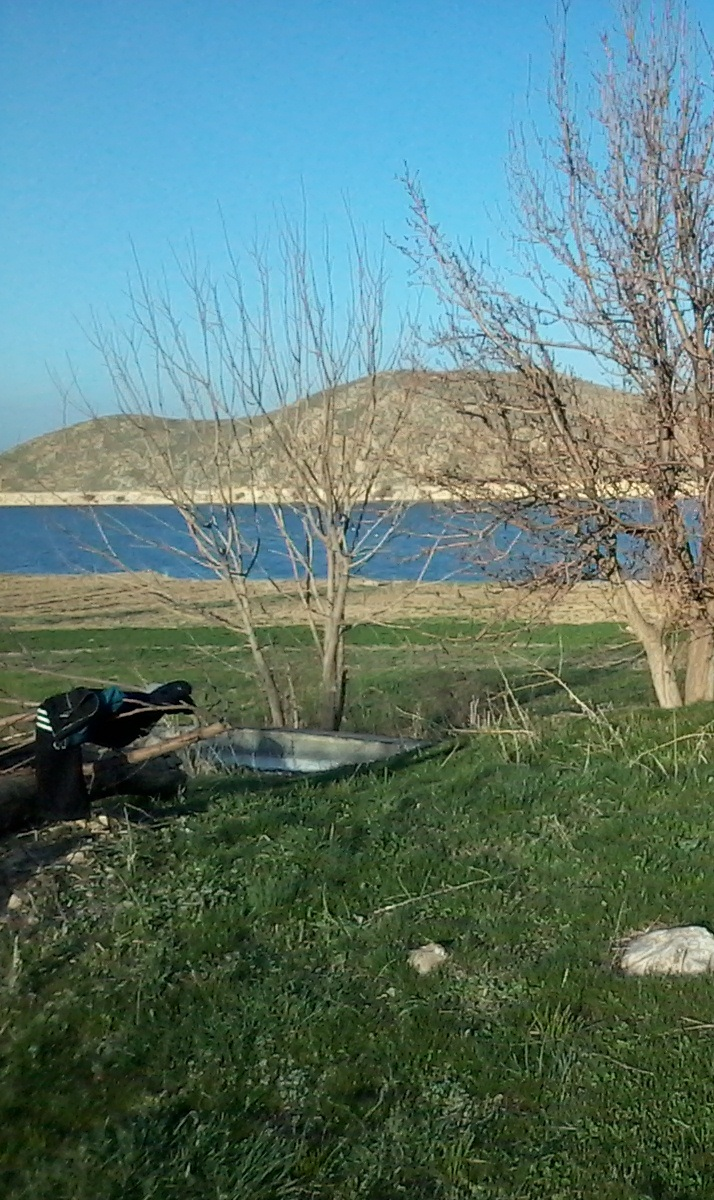
Alkallu-bandaw

## بافت جمعیتی
مردم زیادی در طول زمان‌های مختلف به این روستا کوچ کرده یا از آن خارج گردیده‌اند. بیشترین آمار سکونت مردم غیر بومی در این آبادی بر می‌گردد به چندین سال پیش هنگامی که مردم روستای داش آلوجه به دلیل احداث دریاچه مصنوعی سد شهید کاظمی سقز مجبور به ترک محل دیرینهٔ سکونت خود کرده و در آلکلو سکونت گزیدند.

## شخصیت‌ها
رئوف پرستار فرمانده وشخصیت مشهور سیاسی نظامی حزب کومله سازمان کردستان حزب کمونیست ایران،
ملا عبدالکریم صائب متخلص به زاری شاعر معاصر که زادهٔ روستای آلکلو بوده و در سال ۱۳۶۱ در سن ۷۶ سالگی در روستای عرب اوغلی سقز (که امام جماعت آنجا بود) درگذشت و همان‌جا به خاک سپرده شد.
وی در طول زندگی از راه کشاورزی امرار معاش می‌کرد. از وی اشعار زیادی باقی‌مانده‌است که تاکنون دو دیوان شعر وی از سوی انتشارات محمدی سقز منتشر شده‌است. از جمله کارهای وی ترجمه لیلی و مجنون نظامی است به کردی که بسیار استادانه انجام گرفته‌است.
مضامین اشعار وی در خصوص عرفان و خداپرستی، ستایش پیامبر خدا، وصف طبیعت و زیبایی‌های آن و غیره است.

## جمعیت
تعداد خانه‌های دارای سکنه این روستا ۱۰۵ خانه است که جمعیت آن ۶۲۱ نفر برآورد گردیده‌است.

## پوشش جنگلی ومرتع
روستای آلکلو به دلیل وجود چشمه‌ها ومنابع آب طبیعی از نظر پوشش گیاهی یکی از مناطق غنی سقز محسوب می‌شود، همچنین کوه‌های اطراف آلکلو پوشیده از درختان زالزالک است.

## روستاهای اطراف
قیلستون
لگزی
عصرآباد (خالی از سکنه)
داش آلوجه (خالی از سکنه)
پیریونس